# Neothraupis fasciata
Neothraupis fasciata là một loài chim trong họ Thraupidae.